# Penestoglossa
Penestoglossa is een geslacht van vlinders van de familie van de zakjesdragers (Psychidae).

## Soorten
- P. capensis C.Felder, R. Felder & Rogenhofer, 1875
- P. dardoinella (Millière, 1863)
- P. dyscrita Meyrick, 1926
- P. gallica Nel & Varenne, 2018
- P. marocanella (Lucas, 1933)
- P. mauretanica Rebel, 1940
- P. pygmaea Rebel, 1917
- P. pyrenaella Herrmann, 2006
- P. sutteri Sobczyk, 2013
- P. tauricella Rebel, 1936